# Velódromo (película)
Velódromo es una película chilena del año 2010 dirigida por Alberto Fuguet. Fue protagonizada por Pablo Cerda, Francisca Lewin, Lucy Cominetti y Aldo Bernales.

## Trama
Ariel Roth (Pablo Cerda) es un diseñador gráfico que está a punto de cumplir 35 años. Vive en Santiago, le gusta ver películas e ir en bicicleta. Su amigo Carlos y su novia Claudia deciden dejar de juntarse con él ya que consideran que Ariel vive como adolescente a pesar de ser un adulto, sin tener sueños ni aspiraciones. Ariel ve esto como una forma de empezar de cero y encuentra dos nuevos amigos: Coke, su primo que se volvió millonario tras la muerte de sus padres, y Danko, su instructor de hankido. Además, cansado de ser un trabajador freelancer, consigue un nuevo empleo en una editorial.
Ariel narra su día a día en la ciudad, dedicándose también a criticar a los clientes con los que debe relacionarse por razones laborales. Además de lidiar con los problemas de su trabajo, Ariel está preocupado por su edad, cuestionando lo que ha hecho hasta el momento con su vida. Mientras está en un bar conoce a Javiera, con quien comienza a entablar una relación sentimental. Durante este período, Claudia y Carlos intentan volver a la vida de Ariel y recuperar el vínculo perdido.
Cuando Ariel le cuenta a Javiera el encuentro sexual que tuvo con su exnovia, ella se enoja y le reprocha que no sabe nada sobre relaciones. Ariel, por su parte, se defiende señalando que lo que había entre ellos era sin compromiso, pero Javiera le dice que no quiere volver a verlo. Tras conversar con Danko, cuya novia está esperando un hijo, Ariel renuncia a su trabajo en la editorial y gracias a la recomendación de uno de sus clientes, comienza a recibir llamados de varias parte del mundo con nuevos proyectos para hacer. Así, volvió al trabajo freelance y tuvo más tiempo para él mismo. La última escena muestra a Ariel andando en bicicleta en un velódromo, cosa que siempre quiso hacer.

## Reparto
- Pablo Cerda como Ariel Roth.
- Francisca Lewin como Claudia Santa Ana.
- Lucy Cominetti como Javiera.
- Aldo Bernales como Renato Pozo.
- Lalo Prieto como Danko.
- José Pablo Gómez como Coke.
- Andrés Velasco como Carlos.
- Emilio Edwards como Gio Aznar.
- Cristina Aburto como Clarissa.
- Nicolás Bosman como Baltazar.
- Roberta Nicolini como Dominga.
- Cristóbal Gumucio como Editor.
- Gloria Benavides como Psicóloga Laboral.
- Javiera Pérez
- Carolina Paulsen